# Bistritzer Wochenschrift
Die Bistritzer Wochenschrift war eine deutschsprachige Wochenzeitung, die von 1872 bis 1916 in Bistritz (rum. Bistrița, ung. Beszterce) in der Habsburgermonarchie im Königreich Ungarn erschienen ist. 

## Geschichte
Ursprünglich gegründet als Organ des Bistritzer Landwirtschaftsvereines, berichtete die Zeitung neben den Vereinsnachrichten und landwirtschaftlichen Themen über die 1871 in Nussdorf (rum. Năsăud) eingerichtete Landwirtschaftliche Fachhochschule. Sie bot überdies auch Meldungen zum Lokalgeschehen. Ab 1895 gab der Verein die Herausgeberschaft auf und die Bistritzer Wochenschrift wurde zum politischen Organ und offiziellen Berichterstatter des Kreises Bistritz-Nussdorf. Fortan wurde nur noch nebensächlich zur Landwirtschaft berichtet. Die Redaktionsleitung übte Karl Schell über mehrere Jahre aus. Als Beilagen erschienen von 1874 bis 1916 das Illustrierte Unterhaltungs-Blatt und von 1881 bis 1916 Der Oekonom. Aufgrund der Konkurrenz zur Bistritzer Zeitung und wegen der schwierigen wirtschaftlichen Situation während des Ersten Weltkriegs wurde die Bistritzer Wochenschrift Ende März 1916 mit der Bistritzer Deutschen Zeitung vereinigt.